# Alexandre Barroso
Alexandre Barroso de Oliveira (Belo Horizonte, Minas Gerais, 2 de fevereiro de 1963) é um treinador de futebol brasileiro. Atualmente está  desempregado.
Pelo perfil técnico e capacidade gerencial, ocupou também cargos de gestão profissional em grandes clubes brasileiros, como Cruzeiro, Atlético-MG e EC Juventude.

## Carreira
Graduado em Educação Física pela Universidade Federal de Minas Gerais (UFMG), em 1987, Alexandre Barroso ingressou no futebol dois anos depois, assumindo a preparação física da equipe profissional do Cruzeiro, cargo que exerceu até 1996. Na Raposa, foi bicampeão da Copa do Brasil, tricampeão do Campeonato Mineiro e bicampeão da Supercopa.
Em 1990, viveu um período de experiência no Ichirara Midori High School, no Japão, retornando à sua função na equipe mineira ainda no mesmo ano. Em 1997, Barroso assumiu a equipe júnior do Cruzeiro, tendo ganhado 8 troféus com o time, sendo dois internacionais.
Pelo perfil gerencial e capacidade de planejamento, em 2001 foi convidado para ser Coordenador das Categorias de Base da Raposa, sendo responsável pela preparação de jogadores como Maicon e Luisão, além de vários outros atletas de destaque. Em 2003, voltou à beira do campo, desta vez para as duas primeiras experiências no time principal, no Mamoré e Democrata de Governador Valadares. No fim do ano, retornou a Belo Horizonte para comandar a equipe sub-20 do Clube Atlético Mineiro, vencendo dois torneios internacionais em dois anos de trabalho e tendo chegado a sete finais.
Após uma passagem pelo Villa Nova, em 2005 recebeu o convite do Al Hilal Saudi Club da cidade de Riyahd, na Arábia Saudita. No país, adaptou-se rapidamente à cultura e viveu uma grande experiência no clube. Conquistou a Prince Faissal Cup e a Yamama Tournament e até hoje é reconhecido como um dos melhores treinadores a passar pela equipe árabe.
Em 2006, de volta ao Brasil, treinou o Ipatinga, e no ano seguinte assumiu o CRB, onde comandou o time por boa parte da campanha na série B do Campeonato Brasileiro, a qual foi a melhor da história do clube alagoano na era dos pontos corridos. Na temporada 2008 retornou aos cargos diretivos. No Atlético Mineiro foi observador técnico e posteriormente assessor de relações internacionais da presidência do clube. Já no Cruzeiro, ocupou entre 2008 e 2010 novamente a Coordenação das Categorias de Base.
Após trabalhar como consultor em empreendimentos no futebol em 2011, voltou a atuar em clubes e tornou-se Diretor Esportivo do Juventude, equipe na qual assumiu interinamente a função de treinador em abril, retornando ao seu posto original na sequência. No fim de 2012, aceitou convite do Villa Nova e acertou sua volta à beirada do campo no comando técnico da equipe para a disputa do Campeonato Mineiro 2013, fazendo uma brilhante campanha com o time de Nova Lima.
O Leão ficou com o título de Campeão Mineiro do Interior, após terminar em terceiro lugar, atrás apenas de Cruzeiro e Atlético. Além disso, a equipe conseguiu a classificação para a Série D do Brasileirão 2013 e para a Copa do Brasil de 2014. A diretoria busca a renovação com o técnico, que é reverenciado por torcedores, jornalistas e jogadores pelo trabalho no Villa. Em 2014 comandou a Cabofriense onde surpreendeu no Carioca desse ano, mas após fraca campanha na Série D do Brasileirão, acabou sendo demitido.
Em sua passagem pelo Uberlândia 2016, começou muito bem o campeonato, mas perdeu totalmente o comando do grupo e foi engolido táticamente pelo outros treinadores e o time perdeu 6 jogos seguidos, culminando com sua demissão do clube e sendo muito difícil seu retorno ao mesmo. Entre os torcedores do Uberlândia, é considerado um dos piores técnicos da história do clube.
No dia 30 de outubro de 2017, Alexandre Barroso foi anunciado como novo treinador do Tupi, para a próxima temporada, o treinador que é famoso por bons trabalhos em Minas Gerais terá a missão de comandar o Galo Carijó no Mineiro e na Série C de 2018. Em 04 de fevereiro de 2018, a diretoria do Tupi resolveu trocar o comando técnico da equipe, após um início conturbado no estadual e demitiu Alexandre Barroso, ele comandou o Galo Carijó em 5 partidas, tendo uma vitória e 4 derrotas.